# Коссі Нутсудже
Коссі Нутсудже (фр. Kossi Noutsoudje, нар. 16 жовтня 1977) — тоголезький футболіст, що грав на позиції нападника, зокрема за «Голдфілдс», «Фасо-Єнненга», а також національну збірну Того.

## Клубна кар'єра
Починав займатися футболом на батьківщині. У дорослому футболі дебютував 1997 року виступами за ганську команду «Голдфілдс». 
Протягом 2001 року захищав кольори клубу «АСЕК Мімозас», після чого ще на два сезони повернувся до «Голдфілдс».
2004 року перейшов до буркінійського «Фасо-Єнненга», за який відіграв заключні три сезони своєї професійної кар'єри.

## Виступи за збірну
1994 року дебютував в офіційних матчах у складі національної збірної Того.
У складі збірної був учасником Кубка африканських націй 1998 року в Буркіна Фасо та Кубка африканських націй 2002 року в Малі.
Загалом протягом кар'єри в національній команді, яка тривала 9 років, провів у її формі 37 матчів, забивши 13 голів.